# Keménye
Keménye település Romániában, Kolozs megyében.

## Fekvése
Déstől nyugatra fekvő település.

## Nevének eredete
Nevét a szláv kremen=kovakő, tűzkő névből eredőnek tartják

## Története
Keménye nevét 1448-ban említette először oklevél Kemene néven.
1473-ban is Kemene, 1597-ben Kemenie, 1649-ben Kemenyő néven írták.
1448-ban a Kecseti család, Kecseti István fia Péter birtoka volt.
1482-ben Mátyás király e birtokot Vingári Geréb László erdélyi püspöknek, valamint Geréb Péternek és Mátyásnak adta.
1511-ben végzett összeíráskor Keményét Bethlen Miklós fiainak Jánosnak és Farkasnak a birtokaként említették.
1554-ben Kendi Ferenc birtokának írták.
1632-ben a Haller család birtoka volt és az övék maradt 1678-ig, mikor a Hallerek hűtlensége miatt a kincstár a birtokot lefoglalta.
1694-ben Pap Gábor és Deésy János birtoka volt, de ekkor az elpusztult falvak között szerepelt, mindössze egy lakosa maradt.
1702-ben egytelkes nemesek voltak Keményén Pataki, Nemes és Császkai családok.
1713-ban a falu újból az elpusztult települések között szerepelt, melyet csak egy-két nemes lakott.
1754-ben gróf Mikes Ferencné Eszterházy Kata, Mikes Antal és István birtoka volt.
A 20. század elején Szolnok-Doboka vármegye Dési járásához tartozott.
1886-ban 146 lakosa volt, ebből 140 görögkatolikus, 6 zsidó volt.
Az 1910-es népszámláláskor 157 lakosa volt, melyből 7 magyar, 150 román volt, ebből 150 görögkatolikus, 6 izraelita volt.

## Nevezetességek
- Görögkatolikus temploma fából épült, a Szent Arkangyalok tiszteletére szentelték fel. Anyakönyvet 1826-tól vezetnek.